# Evangelische Kirche Prühl

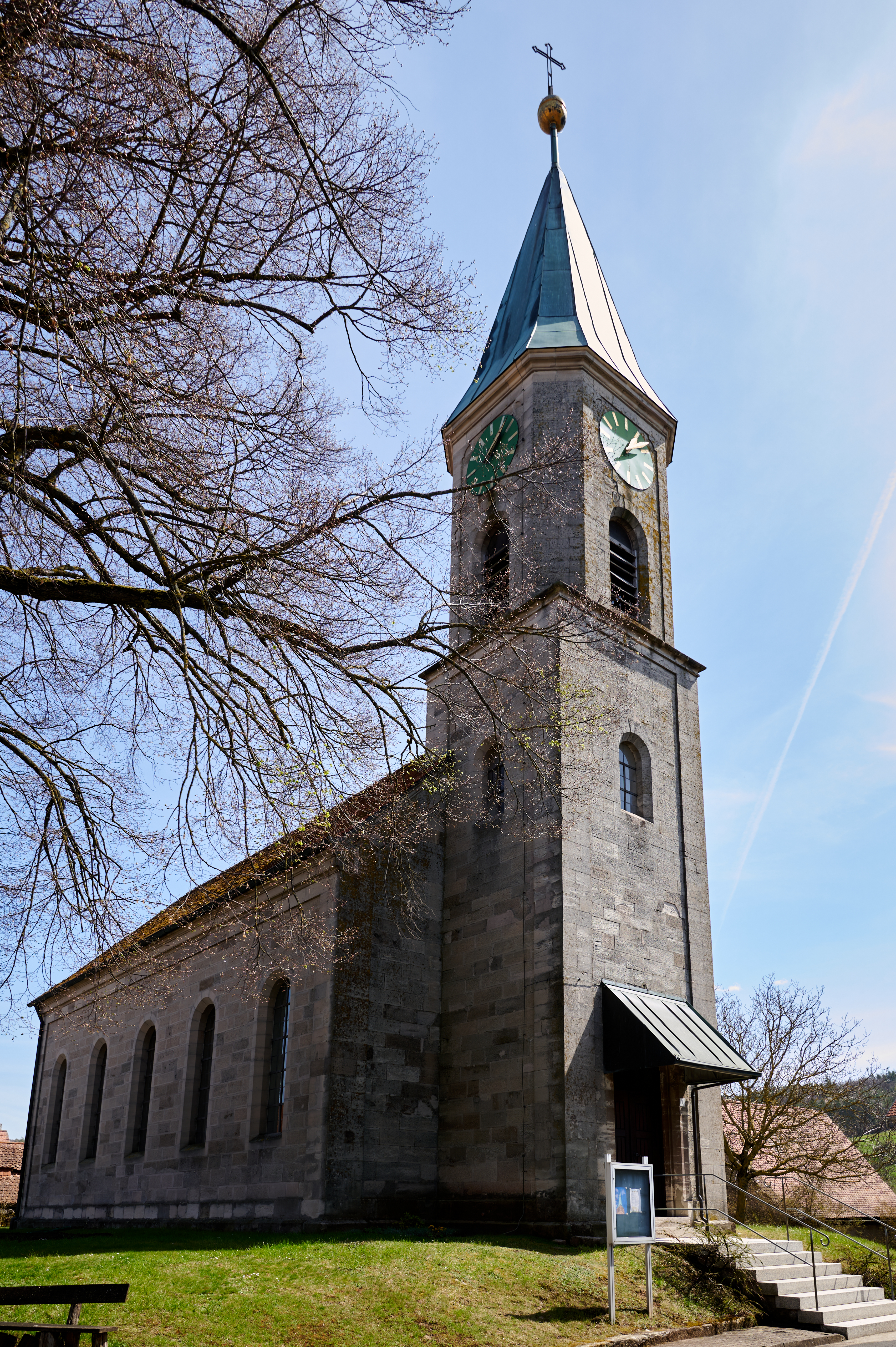
Evangelisch-lutherische Filialkirche in Prühl

Die denkmalgeschützte Evangelische Kirche steht in Prühl, einem Gemeindeteil des Marktes Oberscheinfeld im Landkreis Neustadt an der Aisch-Bad Windsheim (Mittelfranken, Bayern). Die Kirche ist unter der Denkmalnummer D-5-75-157-45 als Baudenkmal in der Bayerischen Denkmalliste eingetragen. Die Kirchengemeinde gehört zur Pfarrei Hellmitzheim im Dekanat Markt Einersheim im Kirchenkreis Ansbach-Würzburg der Evangelisch-Lutherischen Kirche in Bayern.

## Beschreibung
Die spätklassizistische Saalkirche aus Quadermauerwerk wurde 1854/55 im Rundbogenstil erbaut, nachdem der Vorgängerbau wegen Baufälligkeit abgerissen werden musste. Sie besteht aus einem mit einem Satteldach bedeckten Langhaus mit fünf Fensterachsen, einem eingezogenen, dreiseitig geschlossenen Chor im Osten und einen Kirchturm auf quadratischem Grundriss im Westen, dessen oberstes Geschoss mit abgeschrägten Ecken die Turmuhr und den Glockenstuhl beherbergt. Bedeckt ist der Kirchturm mit einem achtseitigen Knickhelm. Die Pläne für die 1905 im Osten angebaute Sakristei hat Theodor Eyrich geliefert. Die Kirchenausstattung stammt aus der Bauzeit.